# Eduard Reményi

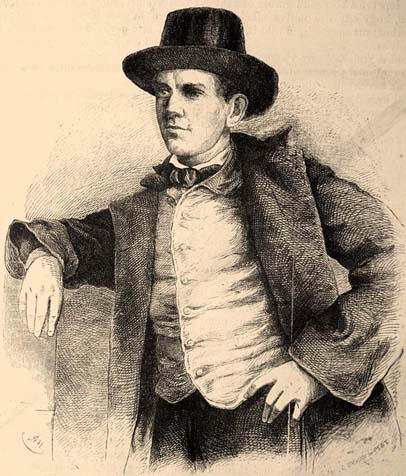
Ede Reményi in der Zeitschrift Vasárnapi Újság (1856)

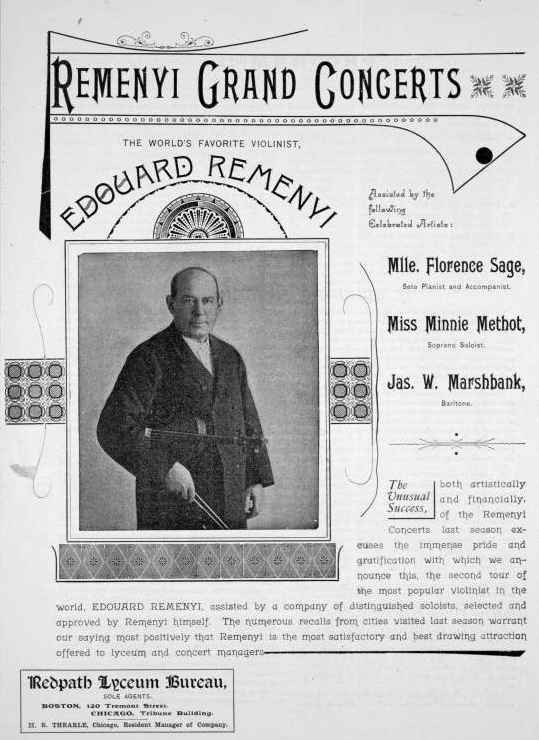
Konzertprogramm Boston 1891

Eduard Reményi, auch Ede Reményi; eigentlich Eduard Hoffmann (* 17. Januar 1828 in Miskolc, Kaisertum Österreich; † 15. Mai 1898 in San Francisco) war ein ungarischer Violinist. Seinem Namen begegnet man heute am ehesten in Verbindung mit der Biografie von Johannes Brahms.

## Leben
Ede Reményi studierte zwischen 1842 und 1845 bei Joseph Böhm am Konservatorium der Gesellschaft der Musikfreunde in Wien. 1848 wurde er wegen seiner Beteiligung an der Ungarischen Revolution aus dem Kaisertum Österreich verbannt und emigrierte in die USA, wo er sich als fahrender Virtuose durchschlug. 1852 kehrte er nach Europa zurück, wurde in Hamburg auf den jungen Pianisten Johannes Brahms aufmerksam und ging mit diesem 1852/53 auf eine Konzertreise, die durch Norddeutschland und auch nach Göttingen und Weimar führte. Von 1854 bis 1859 arbeitete Reményi in London als Soloviolinist von Queen Victoria.
Nach Amnestierung übersiedelte Reményi 1860 wieder nach Ungarn, wo er später zum Soloviolinisten Kaiser Franz Josephs ernannt wurde. 1865 folgte eine Konzertreise durch Frankreich, Deutschland, Belgien und die Niederlande. 1870 wurde er Konzertmeister des Nationaltheaters in Pest. Zwischen 1871 und 1877 lebte er in Paris, um zwei Jahre später zunächst nach London, dann in die USA, nach Kanada und Mexiko zu reisen. 1886/87 unternahm er eine Weltreise, die ihn unter anderem nach Japan, China und Südafrika führte. 1898 verstarb er während eines Konzertes in San Francisco.

## Bedeutung
Dem Namen Reményi begegnet man am ehesten in Verbindung mit der Biographie von Johannes Brahms. Während der gemeinsamen Konzertreise – auf der auch Brahms’ später als op. 21,2 veröffentlichte Variationen über ein „Ungarisches Lied“ entstanden – vermittelte Reményi die für Brahms’ späteres Leben und Schaffen wesentliche Begegnung mit dem damals bereits berühmten Violinisten Joseph Joachim. Außerdem war er am Zustandekommen der Begegnung mit Franz Liszt in Weimar beteiligt. Brahms’ geringer Enthusiasmus für Liszt und seinen Kreis trug dazu bei, dass sich beider Wege in Weimar trennten. Nachdem 1869 die erste Folge der Ungarischen Tänze von Brahms mit großem Erfolg veröffentlicht worden war, meldete auch Reményi Ansprüche als Urheber an. Brahms schrieb allerdings bereits am 26. Februar 1856 in einem Brief an Clara Schumann in Pest: Von Reményi konnte ich nicht das Rechte lernen, er brachte zuviel Lüge hinein.
Über das Spiel Rémenyis gab es unterschiedliche Urteile. Gerne zitiert wird sein Ausspruch: Werde ich haite Kraitzer-Sonate spielen, daß sich Haare fliegen. Liszt schätzte ihn sehr und komponierte für Reményi zu dessen Hochzeit mit Gizella Fáy 1872 ein Epithalam für Violine und Klavier. Von Henri Vieuxtemps und Henryk Wieniawski sind hingegen kritische Äußerungen bekannt.
Reményi transkribierte zahlreiche Klavierwerke für sein Instrument, unter anderem Walzer, Polonaisen und Mazurken von Chopin sowie Werke von Bach und Schubert, die unter dem Titel Nouvelle Ecole du Violon publiziert wurden. Reményi komponierte auch selbst; unter anderem ein Ungarisches Violinkonzert.